# 川黔大青
川黔大青（学名：Clerodendrum confine）为唇形科大青属的植物，是中国的特有植物。分布于中国大陆的贵州、四川等地，生长于海拔1,350米至2,000米的地区，多生长在灌木林中，目前尚未由人工引种栽培。